# 下基海魯鄉
46°41′N 24°53′E / 46.683°N 24.883°E
下基海魯鄉（羅馬尼亞語：Comuna Chiheru de Jos, Mureș），是羅馬尼亞的鄉份，位於該國中部，由穆列什縣負責管轄，面積113平方公里，海拔高度533米，2007年人口1,605，人口密度每平方公里14人。